# Dave Steen (Zehnkämpfer)
Dave Steen (* 14. November 1959 in New Westminster, British Columbia; bürgerlich David Lee Steen) ist ein ehemaliger kanadischer Leichtathlet, der 1988 die olympische Bronzemedaille im Zehnkampf gewann.

## Karriere
Steen stammt aus einer sportlichen Familie, sein Vater Don war 1956 kanadischer Meister im Zehnkampf. Sein Onkel Dave Steen gewann 1966 und 1970 bei den Commonwealth Games im Kugelstoßen. Steen gewann 1977 seinen ersten Zehnkampf. Da er in British Columbia kaum Möglichkeiten zum Hallentraining im Winter hatte, zog er zuerst nach Kalifornien, später nach Toronto, wo er täglich mehrere Stunden für den Mehrkampf trainierte. 1982 übertraf er als erster Kanadier die 8000-Punkte-Marke. Bei den Commonwealth Games 1982 in Brisbane gewann er hinter Daley Thompson die Silbermedaille. 1983 siegte er sowohl bei der Universiade als auch bei den Panamerikanischen Spielen. Nachdem er 1980 durch den Olympiaboykott um seine erste Olympiateilnahme gebracht worden war, belegte er vier Jahre später bei den Olympischen Spielen in Los Angeles den achten Platz. 
1986 wurde er zum zweiten Mal nach 1982 kanadischer Zehnkampfmeister. Bei den Commonwealth Games 1986 in Edinburgh wurde er erneut Zweiter hinter Daley Thompson. Hatte sein Rückstand 1982 noch 400 Punkte betragen, lag Steen diesmal fast 500 Punkte zurück. 1987 wurde Steen zwar kanadischer Meister im Stabhochsprung, gab aber im Zehnkampf bei den Weltmeisterschaften in Rom auf. 1988 verbesserte er den kanadischen Rekord auf 8415 Punkte, sein achter Landesrekord insgesamt. Bei den Olympischen Spielen 1988 galt er trotzdem nur als Außenseiter. Nach dem ersten Wettkampftag lag er an elfter Stelle, am zweiten Tag holte er vor allem mit 5,20 Meter im Stabhochsprung auf. Gleichwohl lag er vor dem abschließenden 1500-Meter-Lauf nur an achter Stelle. Während Christian Schenk aus der DDR relativ sicher in Führung lag, entwickelte sich ein spannender Kampf um die anderen Medaillen. Schenks Landsmann Torsten Voss gewann schließlich Silber vor Dave Steen, der unmittelbar hinter Voss das Ziel erreichte. Daley Thompson hatte über zwanzig Sekunden Rückstand auf die beiden und lag in der Endabrechnung 22 Punkte hinter Steen. 
Die Olympischen Spiele 1988 wurden überschattet vom Dopingfall des Kanadiers Ben Johnson, der in der Folgezeit die kanadische Leichtathletik und Justiz beschäftigen sollte. Dave Steen, der nach 18 Zehnkämpfen mit mehr als 8000 Punkten seine Karriere beendete, trat in den nächsten Jahren in Kanada als engagierter Kämpfer gegen Doping auf. 1991 wurde Steen mit dem Order of Canada ausgezeichnet. 
Dave Steen ist 1,85 m groß und wog zu Wettkampfzeiten 80 kg.